# Макао
Мака́о (иер. трад. 澳門, упр. 澳门, кант.-рус.: Оумунь, палл.: Аомэнь, порт. Macau), полное название Специа́льный администрати́вный райо́н Мака́о (САР Макао) — специальный административный район Китайской Народной Республики, самый густонаселённый регион в мире.
Макао изначально был малонаселённым собранием прибрежных островов, но в современности его часто называют «Лас-Вегасом Востока», поскольку с конца XX века он стал крупным курортным городом и популярным местом для игорного туризма. Его игорная индустрия в семь раз больше, чем в Лас-Вегасе. Город имеет один из самых высоких показателей ВВП на душу населения в мире. Две трети общей площади территории застроены на землях, отвоёванных у моря.
Специальный административный район Макао был образован 20 декабря 1999 года в результате ликвидации португальской колонии Макао и стал одним из двух специальных административных районов КНР (вторым является Гонконг). До этого в течение 442 лет, с 1557 года, Макао управлялся Португалией, это была старейшая европейская колония в Восточной Азии. Основной закон был одобрен Всекитайским собранием народных представителей в марте 1993 и основан на принципе «одна страна — две системы», то есть на сохранении двух различных экономических и юридических систем в рамках единого китайского государства. Входя в состав КНР, Макао обладает значительной автономией: собственными законами, правовой, денежной, таможенной и иммиграционной системами, а также правом участия в международных организациях под названием «Макао, Китай».

## География
Макао расположен на побережье Южно-Китайского моря, в дельте реки Чжуцзян (Жемчужной). Включает в себя территорию полуострова Макао, островов Тайпа и Колоане, общей площадью 30,8 км². Через пролив граничит с мегаполисом Чжухай.
Полуостров Макао образован эстуарием р. Чжуцзян (Жемчужной) на востоке и р. Сицзян на западе. Поверхность преимущественно плоская, сформировалась в результате постепенного отвоёвывания земли у моря. Многочисленные крутые холмы являются остатком прежнего рельефа. Полуостров прежде был островом, но в XVII веке был соединён с материком. Оба других острова соединены с Макао дорогой и двумя мостами. Большая часть территории застроена, сельскохозяйственные угодья, пастбища и леса отсутствуют, но зелёные насаждения занимают 22,4 %. Максимальная высота над уровнем моря 172,4 м.
| 1980   | 1990   | 2005 | 2006 | 2007 | 2009 | 2012 | 2015 | 2016 | 2017 | 2018 | 2019 | 2024 |
| ------ | ------ | ---- | ---- | ---- | ---- | ---- | ---- | ---- | ---- | ---- | ---- | ---- |
| 15,515 | 17,316 | 28,2 | 28,6 | 29,2 | 29,5 | 29,9 | 30,4 | 30,5 | 30,8 | 32,9 | 32,9 | 33,3 |

## Климат
Макао находится, по классификации Алисова, на границе субтропической и субэкваториальной зон, а по классификации Кёппена, во влажной субтропической климатической зоне, средняя температура в январе здесь выше +14 °C, а в июле около +28 °C. В год выпадает свыше 2100 мм осадков.
| Показатель                    | Янв. | Фев. | Март | Апр. | Май  | Июнь | Июль | Авг. | Сен. | Окт. | Нояб. | Дек. | Год  |
| ----------------------------- | ---- | ---- | ---- | ---- | ---- | ---- | ---- | ---- | ---- | ---- | ----- | ---- | ---- |
| Средний суточный максимум, °C | 17,7 | 17,7 | 20,7 | 24,5 | 28,1 | 30,3 | 31,5 | 31,2 | 30,0 | 27,4 | 23,4  | 19,6 | 25,2 |
| Средняя температура, °C       | 13,9 | 15,0 | 17,8 | 20,6 | 25,6 | 26,7 | 27,8 | 27,8 | 26,7 | 23,9 | 20    | 15,6 | 21,8 |
| Средний суточный минимум, °C  | 12,2 | 13,1 | 16,2 | 20,2 | 23,6 | 25,7 | 26,3 | 26,0 | 24,9 | 22,3 | 17,8  | 13,8 | 20,2 |
| Норма осадков, мм             | 32   | 59   | 83   | 217  | 362  | 340  | 290  | 352  | 194  | 117  | 43    | 35   | 2123 |
| Источник: Weatherbase, SMG    |      |      |      |      |      |      |      |      |      |      |       |      |      |

## История
Древнейшие обнаруженные следы южнокитайской культуры датируются 4—2 тыс. до н. э. на о. Колоан — 3 тыс. до н. э. Со времени династии Цинь (221—206 до н. э.) территория Макао входила в состав её провинции Гуандун. По меньшей мере с V века торговые корабли, плававшие между Гуанчжоу и Юго-Восточной Азией, использовали этот район в качестве промежуточной стоянки. В 1277 году в Макао нашли убежище представители китайской династии Сун и их последователи, которые бежали на юг от монгольского завоевания. Они образовали первое постоянное население территории и сумели закрепиться на ней. В это время был построен старейший храм Ванся, посвящённый буддийской богине Гуаньинь. В последующем интерес к Макао как к торговому центру южных провинций проявили китайцы хакка. В эпоху династии Мин (1368—1644) в Макао переселялись рыбаки из различных районов провинций Гуандун и Фуцзянь. Они построили храм А-ма, от которого происходит название «Макао». Другое китайское название «Оумунь», по одной из версий, вдохновлено холмами Намтхой и Пактхой, чья форма напоминает ворота.
В начале XVI века Макао оставалось небольшим поселением. В 1513 году португальцы впервые высадились в устье реки Чжуцзян, а в 1517—1518 годах оказались по соседству с Хаоцзинао. Это вызвало недовольство китайских властей, и в 1521 году португальцы были выдворены с берегов Гуандуна. Однако после кораблекрушения, произошедшего в 1536 году, в Хаоцзинао появились торговцы из Португалии. В 1553 году португальцы основали в Макао свою торговую факторию.
Попытки европейцев обосноваться на других островах у южного берега Китая провалились, но Макао процветало. Португальцы использовали его как базу для ведения торговли с Гуанчжоу и другими районами Китая, а также с Японией (после запрета династией Мин прямой китайской торговли с этой страной португальцы использовали Макао как стоянку для плаваний в Нагасаки). В Макао селились португальские и китайские купцы; развернулась торговля с Индией и Юго-Восточной Азией. В 1557 году Португалия добилась согласия властей Китая на предоставление ей этой территории в обмен на уплату дани, и в том же году было возведено укреплённое поселение, ставшее в административном отношении частью Португальской Индии. Официально суверенитет над Макао по-прежнему принадлежал Китаю, китайские жители подчинялись императорским законам, а Португалия с 1573 года вносила арендные платежи за территорию.
Начиная с 1563 года, иезуиты вели свою деятельность в Макао. Однако в первые годы успехи миссионеров по обращению китайцев в христианскую веру были весьма ограниченными, поскольку вместо того, чтобы самим изучить кантонский  язык и «вжиться» в китайскую культуру, они хотели, чтобы местные жители научились говорить и жить по-португальски. Хотя миссионеры иногда и посещали китайскую «большую землю» за пределами Макао (главным образом, портовый город Гуанчжоу, куда португальцам из Макао разрешалось приезжать на регулярные ярмарки), никому из них не удавалось обосноваться там на сколько-нибудь долгий срок. Коренной перелом в этой ситуации связан с именем руководителя иезуитов на Дальнем Востоке Алессандро Валиньяно, который, прибыв в Макао в 1578 году, указал на необходимость для иезуитов в Китае брать пример с их коллег, работавших в Японии и Индии, то есть начать с освоения устного и письменного языка страны, где они хотят заниматься миссионерством. По его просьбе Орден иезуитов прислал в Макао талантливых священников Микеле Руджери (1579) и Маттео Риччи (1582), которые серьёзно занялись кантонским и севернокитайским языками и смогли в 1583 году перебазироваться вглубь страны, в г. Чжаоцин. С этого скромного начинания выросла иезуитская организация в Китае, базой для которой Макао оставалось более двух столетий.
Постепенно португальцы стали расширять пределы своего владения. В 1582 году был подписан первый договор об аренде земли с соседним китайским уездом Сяншань (ныне Чжуншань). В 1586 году Макао получило права городского самоуправления. Нападения голландцев заставили португальские власти построить крепость, не спрашивая разрешения Китая. Лишь в 1670 году китайские власти признали город.
В 1640 году после отделения Португалии от Испании португальская королевская династия присвоила Макао официальный титул «самого лояльного города святого имени Божьего» (Сидади-ду-Санту-Номи-ди-Деуш-ди-Макау). В 1680 году был назначен первый португальский губернатор. В 1685 году Китай официально признал Макао как порт для иностранной торговли, но продолжал настаивать на своей верховной власти, взимая плату за землю и таможенные пошлины.
В XVII веке португальцы активно осушали морские территории. Бывший остров Макао, который соединялся с континентом только узким песчаным перешейком, превратился в настоящий полуостров. Были построены каменные здания, перестроен дом милосердия, который был основан в 1568 году первыми миссионерами, возведён собор Сан-Паулу и другие здания.
В XVII—XIX веках Макао всё ещё оставалось важнейшим центром португальской торговли с Китаем, Японией, Филиппинами, Юго-Восточной Азией, Гоа и Мексикой. Но после крушения португальского морского владычества в середине XVII в. город потерял свою торговую гегемонию. В дальнейшем снижение значения Макао происходило вследствие захвата Великобританией Гонконга, а также открытия китайских портов для внешней торговли после 1842 года.

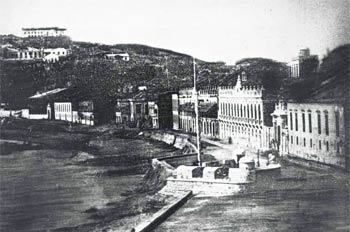
Фотография Макао, 1844 год

20 апреля 1844 года Макао было выведено из-под подчинения властям Португальской Индии и перешло в подчинение администрации португальской колонии Тимор. Китай продолжал рассматривать его как свою территорию и даже подписал в городе в 1844 году договор о мире, дружбе и торговле с США. Храм Ванся использовался китайскими официальными лицами для надзора за иностранцами. Но в 1845 году Португалия, воспользовавшись ослаблением Китая после поражения в первой опиумной войне, объявила Макао свободным портом и изгнала китайских официальных лиц и солдат. Впрочем, к этому времени значение Макао в международной торговле сильно упало, в связи с созданием Гонконга.
В 1849 году колониальные власти прекратили уплату арендных платежей, ликвидировали китайскую таможню и провозгласили отделение территории от Китая. Китай принял ответные меры: губернатор Феррейра ду Амарал был убит. В том же году Португалия оккупировала остров Ваньчжай к западу от полуострова Макао, но в 1887 году очистила его. В 1851 и 1864 годах португальцы присоединили к своим владениям острова Тайпа и Колоан. Тяньцзинский договор 1862 года признавал Макао португальской колонией, но Китай так и не ратифицировал его.
В ночь с 22 на 23 сентября 1874 года на город Макао обрушился мощный тайфун, который стал самым разрушительным и смертоносным ураганом в истории колонии.
В 1887 году обе страны подписали Лиссабонский протокол, в котором подтверждались «постоянная оккупация и управление» Макао Португалией, причём последняя обязалась «никогда не отчуждать Макао и зависимые территории без согласования с Китаем». Тайпа и Колоан также уступили Португалии, но граница на континенте не была оговорена. Новый договор о торговле и дружбе (1888) признавал португальский суверенитет над Макао, но Китай вновь не ратифицировал его. В 1890 году к колонии был присоединён о. Илья-Верди (Цинчжоу), который в 1923 году был соединён с полуостровом Макао в результате отвоёвывания земли у моря. В 1897 году Макао получило статус отдельной колонии Португалии.

В 1922 году в Макао произошли столкновения китайского населения с португальскими властями, сопровождавшиеся забастовкой китайских рабочих и бойкотом португальских товаров. В апреле 1928 года МИД Китая уведомил Португалию о прекращении действия соглашения 1887 года, но Лиссабон не признал этого заявления.

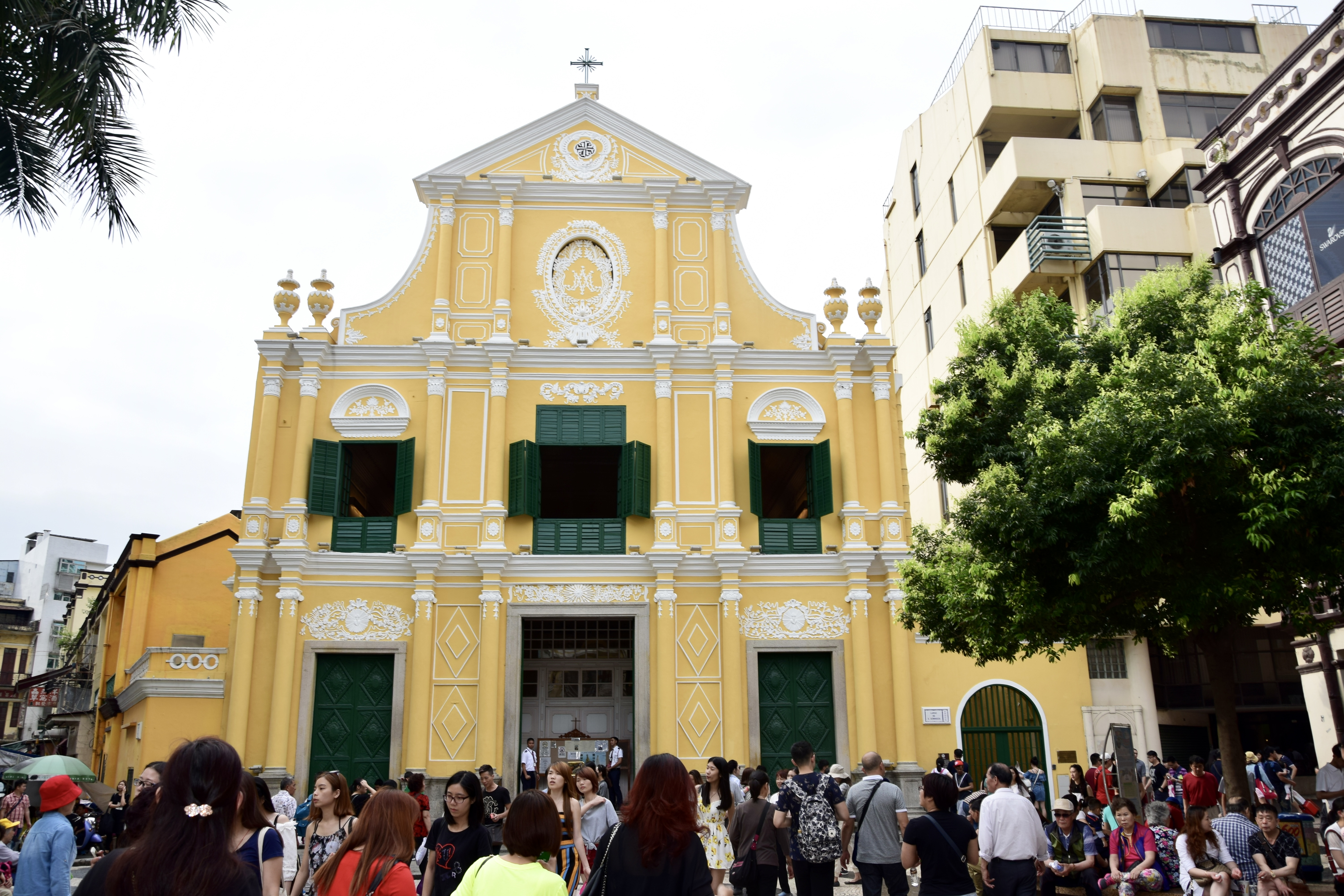
Собор Святого Доминика в Макао

После захвата японскими войсками Гуанчжоу в 1938 году и Гонконга в декабре 1941 года Макао осталось последним нейтральным портом в Южном Китае. Это стало причиной короткого периода экономического подъёма колонии. В 1943 году Япония установила силовой контроль над территорией. Только после окончания Второй мировой войны Макао снова перешло под юрисдикцию Португалии.
В послевоенный период колонией по-прежнему управлял назначаемый из Лиссабона губернатор. Город Макао был разделён на две части — европейскую и китайскую, причём в каждой имелся отдельный администратор. Обучение в школах также велось отдельно для европейцев и китайцев.
После провозглашения КНР (1949) её правительство объявило Лиссабонский протокол 1887 года недействительным. Оно потребовало вернуть территорию Китаю и выразило готовность решить этот вопрос в соответствующее время в ходе переговоров с Португалией. Но Лиссабон не собирался отказываться от своего владения. В 1951 году Макао было объявлено «заморской провинцией» Португалии.

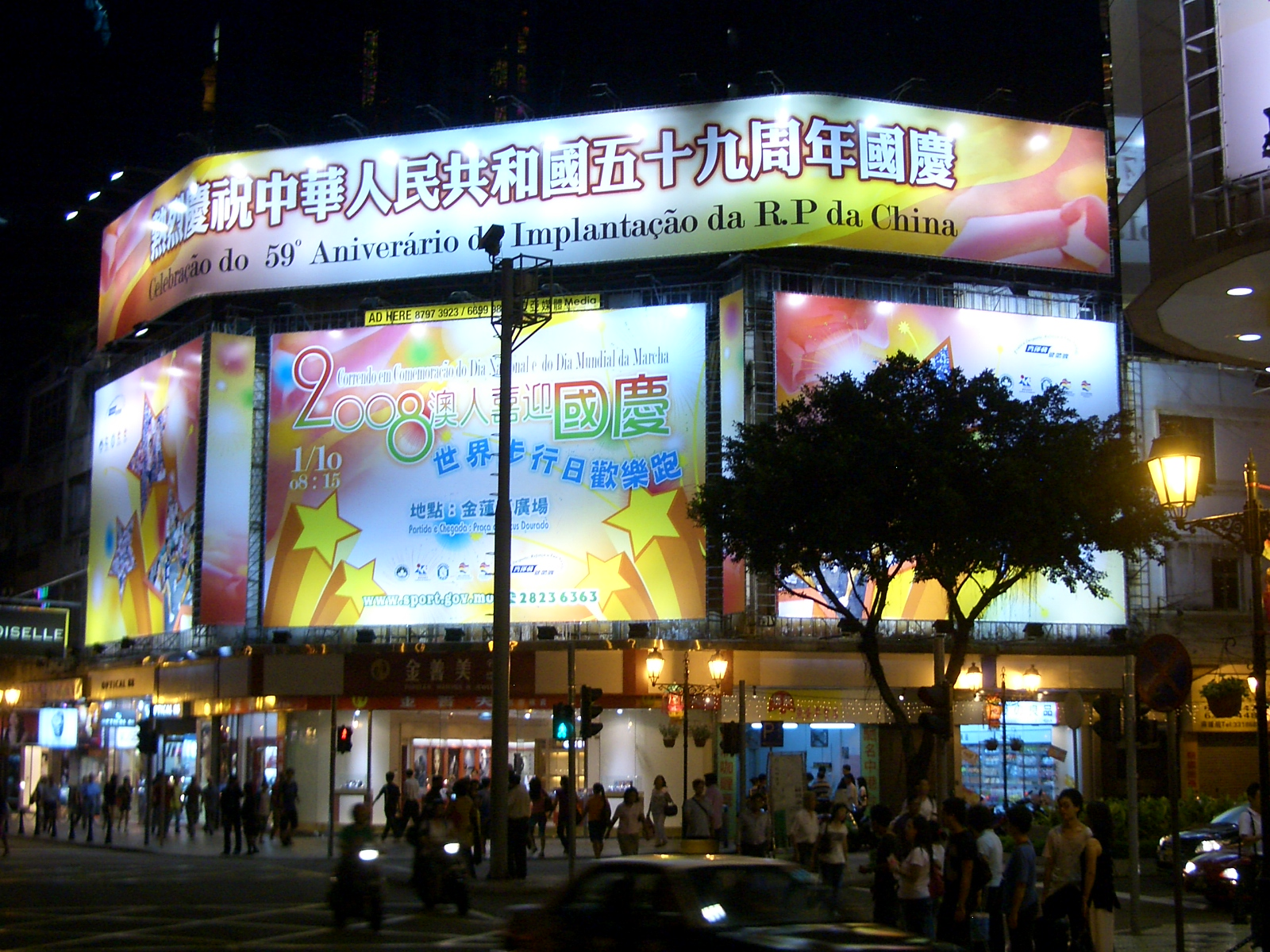
Начиная с 1960-х годов, в Макао регулярно отмечается День образования КНР. В 2008 он также совпал с международным днём ходьбы

В 1966 году в Макао вспыхнули волнения. Ассоциация китайских учащихся, находившаяся под влиянием «культурной революции» в КНР, потребовала наказать начальника португальской полиции, прекратить репрессии и гарантировать их неповторение в будущем. Китай высказался в поддержку этих требований. Португальский губернатор Жозе Нобре ди Карвалью (1966—1974) готовился к эвакуации, но кризис удалось решить на основе компромисса. 12 декабря губернатор принял предъявленные требования; португальские власти согласились закрыть организации сторонников Тайваня и Ассоциацию помощи беженцам с континента. Чтобы заставить Макао выполнить обещания, КНР в январе 1967 года наполовину сократила подачу питьевой воды, что нанесло тяжёлый удар по экономике колонии. Китайские жители Макао объявили бойкот португальцам: их перестали пускать в транспорт, магазины и рестораны. Китайцы прекратили платить налоги, предоставлять услуги португальцам и продавать им товары. 29 января 1967 года португальский губернатор вынужден был принести официальное извинение китайцам; согласно подписанному соглашению, Португалия вернула в КНР 32 беженца. Командующий португальским гарнизоном и начальник полиции были отозваны в Лиссабон.
После победы в 1974 году демократической революции в Португалии Макао получило широкую административную, экономическую и финансовую автономию. Весной 1976 года была учреждена Законодательная ассамблея. Большинство её членов избирается населением, возглавляет работу Законодательной ассамблеи португальский губернатор. С 1989 года действует городской парламент Макао из 13 членов (3 назначаются губернатором, 10 избираются). Исполнительную власть в Макао осуществляет правительство в составе семи отделов (министерств).

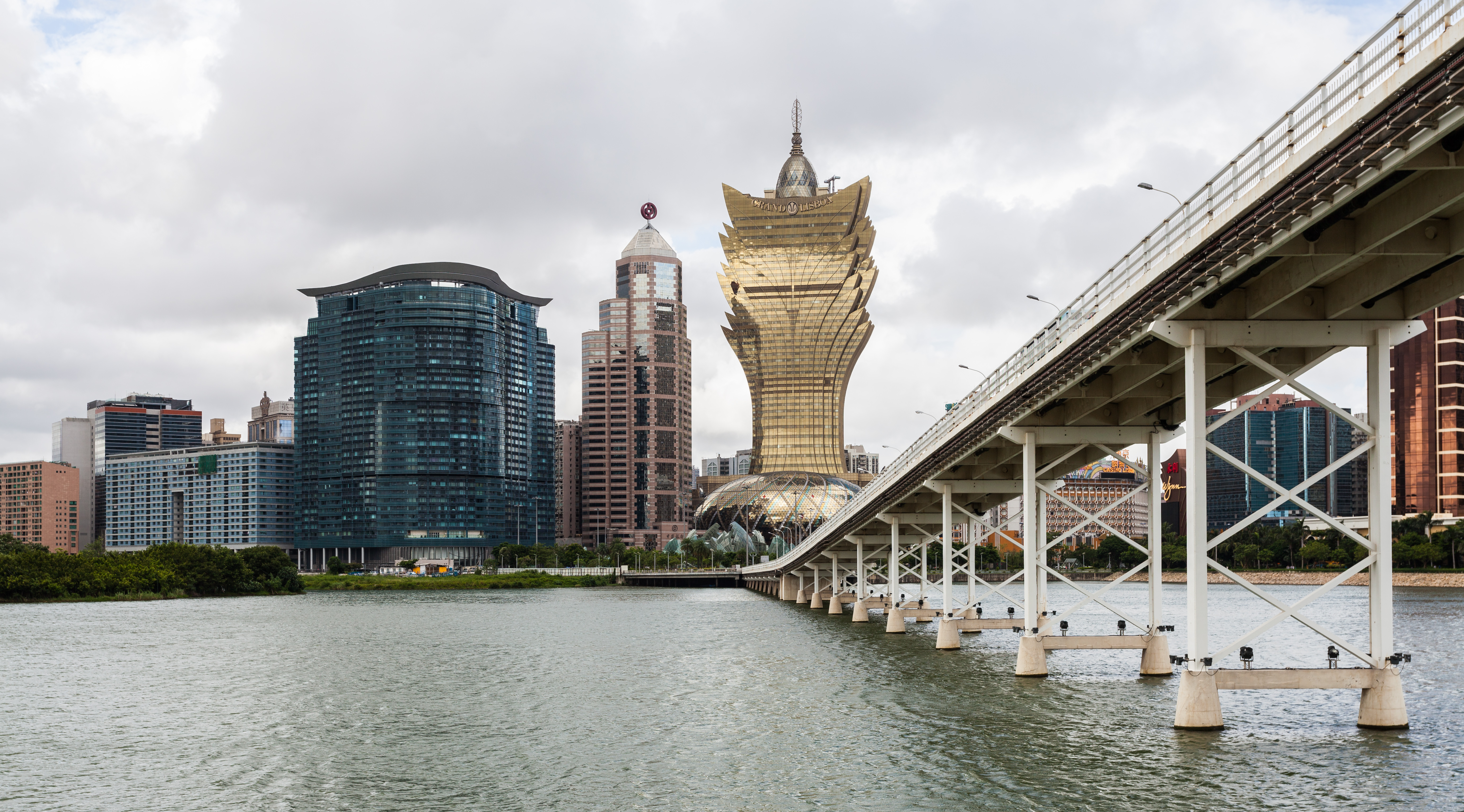

В феврале 1979 года Португалия и КНР установили дипломатические отношения, и Китай признал Макао «китайской территорией под португальским управлением». В 1980 году португальский губернатор Мелу Эжидиу (1979—1981) впервые посетил Китай; обе стороны были теперь полны решимости найти взаимно удовлетворительное решение проблемы Макао. 20 мая 1986 Китай и Португалия подписали совместное коммюнике с призывом к переговорам. С июня 1986 по март 1987 года состоялись 4 раунда переговоров, и 13 апреля 1987 года в Пекине была подписана совместная декларация по вопросу о Макао. Она предусматривала превращение его в специальный административный регион КНР с 20 декабря 1999 года сроком на 50 лет. В марте 1993 года Всекитайское собрание народных представителей одобрило основной закон будущего района.
В рамках постепенного расширения самоуправления в 1989 году были созданы муниципальные парламенты в Макао и на островах; большинство их членов составили китайцы. В мае 1991 года приступило к работе правительство Макао (Исполнительный совет), состоявшее из 7 отделов. Затем число членов Законодательного собрания было увеличено до 23 (из них 8 избирались прямым голосованием). 9 депутатов были китайцами. В ходе выборов в собрание в 1996 году победу одержали кандидаты, представлявшие интересы деловых кругов: они завоевали 4 места, представительство прокитайских политических групп сократилось с 4 до 3, а демократических групп — с 2 до 1 места. По договорённости с Китаем срок полномочий собрания был продлён до 2001 года.
Власти КНР утвердили главой исполнительной власти будущего специального района миллиардера Эдмунда Хо, одного из руководителей крупнейшего банка «Тайфун». В преддверии передачи Макао Китаю были предприняты меры с тем, чтобы несколько сдержать рост организованной преступности, от которой территория сильно пострадала в 1990-х годах. Один из боссов гангстеров Вань Гокхой был приговорён к 15-летнему тюремному заключению. 20 декабря 1999 года, в соответствии с соглашением 1987 года, Макао был передан КНР.

## Административное деление

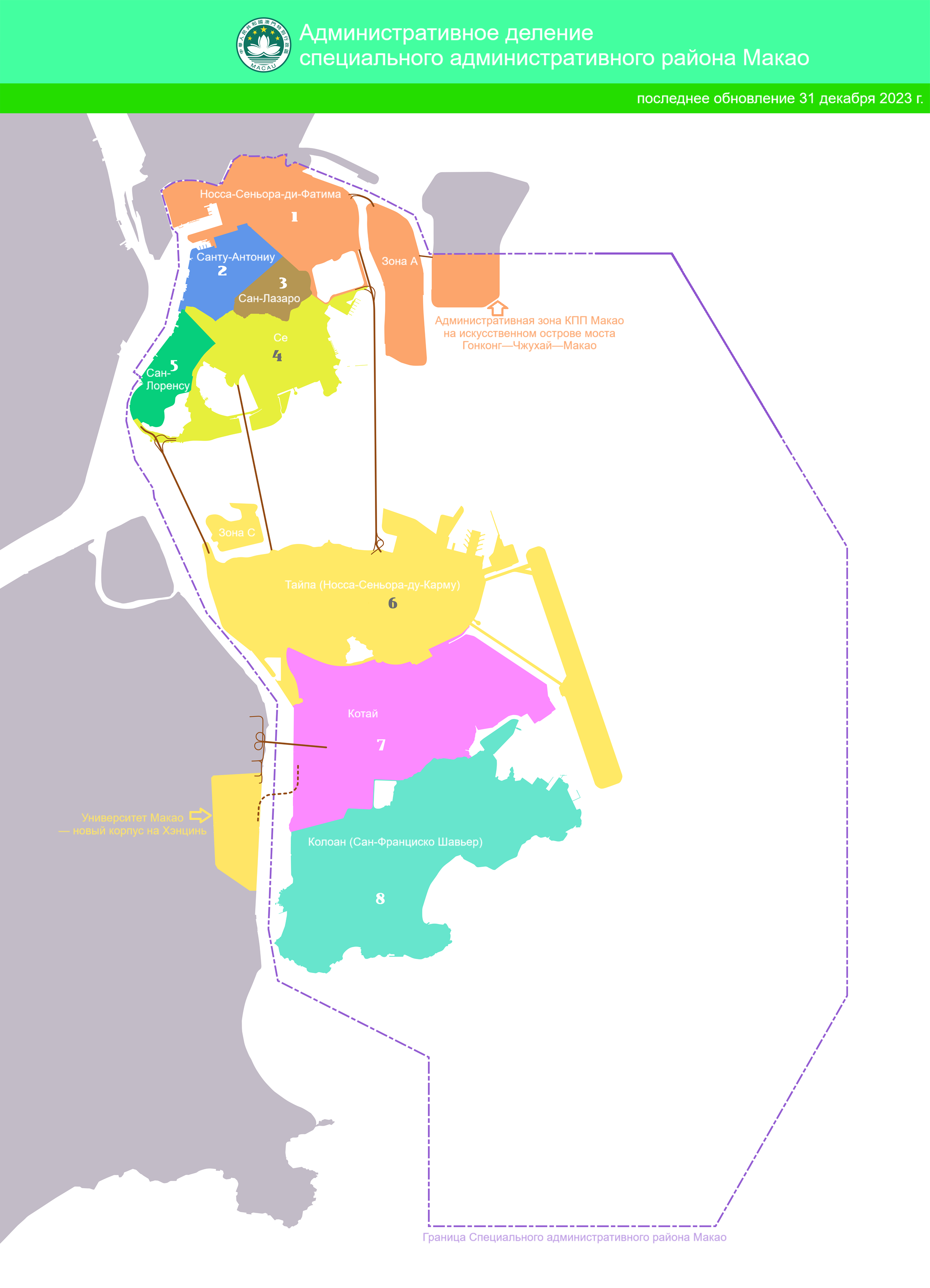
Административное деление Макао

Специальный административный район Макао состоит из 8 фрегезий.

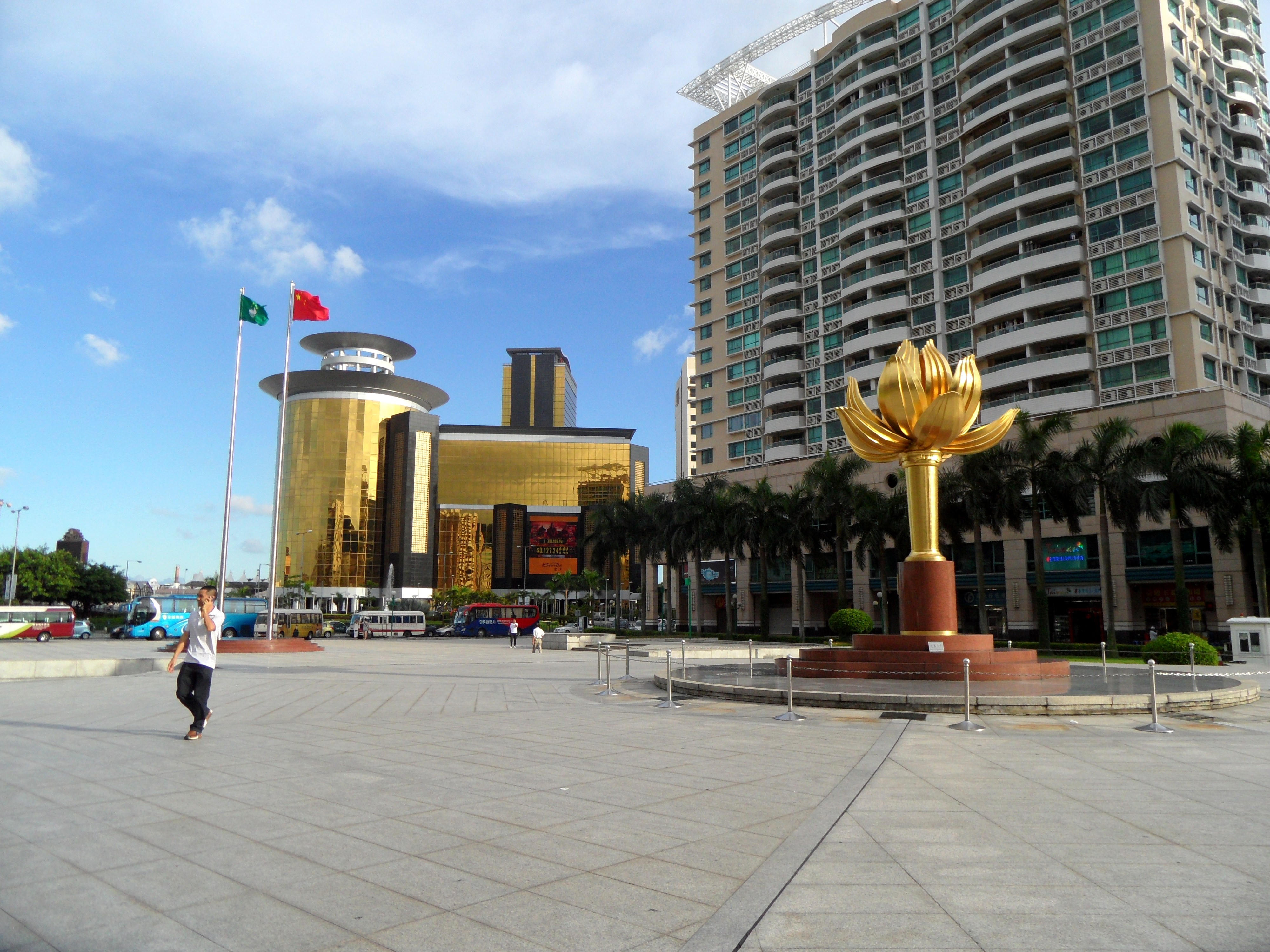
, цветок лотоса изображён на флаге и гербе Макао

- Носса-Сеньора-ди-Фатима
- Санту-Антониу
- Сан-Лазаро
- Се
- Сан-Лоренсу
- Тайпа (Носса-Сеньора-ду-Карму)
- Котай
- Колоан (Сан-Франциско Шавьер)

## Исполнительная и законодательная власть
Управление Макао осуществляется Исполнительным советом во главе с руководителем исполнительной власти Хо Ят Сенгом (с 20 декабря 2019). Глава избирается сроком на 5 лет избирательным комитетом из 300 членов, который формируется из членов региональных групп, муниципальных организаций и органов центрального правительства КНР. После избрания он утверждается правительством КНР.
Правительство Макао (Исполнительный совет) состоит из секретаря, четырёх членов Законодательного совета, четырёх представителей деловых кругов и одного представителя профсоюзов, ориентирующихся на КНР.
Законодательный орган — однопалатное Законодательное собрание, срок полномочий которого 4 года. Собрание состоит из 33 членов; 14 из которых избирается прямым голосованием постоянных жителей в возрасте старше 18 лет (проживающих в Макао не менее 7 лет), 12 путём косвенного голосования от функциональных округов (по отраслям и направлениям деятельности — промышленности, торговли, сельского хозяйства, транспорта, страхования и т. д.) и 7 назначаются главой исполнительной власти. С сентября 2005 число членов Законодательного собрания было увеличено с 27 до 29. В 2012 году количество членов было увеличено до 33. В компетенцию законодательного органа входит принятие законов, налогов, бюджета и решений по социально-экономическим вопросам. Законы, принятые Законодательным собранием, передаются Постоянному комитету Всекитайского собрания народных представителей, который имеет право счесть, что тот или иной закон нарушает положения Основного закона, касающиеся отношений между центральной властью и Макао. В этом случае закон объявляется недействительным.
Юридическая система основана на португальском праве. Помимо судей низшей инстанции, действует Апелляционный суд. Судьи назначаются главой исполнительной власти.
Официально в Макао нет политических партий, однако действуют различные политические ассоциации и группы. Ассоциация содействия экономики Макао, Союз содействия прогрессу, Конвергенция за развитие, Союз за развитие, Всеобщий союз развития Макао — представляют интересы деловых кругов и политических сил, связанных с КНР. Ассоциация нового демократического Макао, Союз за демократическое развитие — объединяют демократические круги.
Министерства
- Министерство экономики и финансов
- Министерство внутренних дел
- Министерство по социальным вопросам и культуре
- Министерство по вопросам администрации и юстиции
- Министерство транспорта и общественных работ

## Население

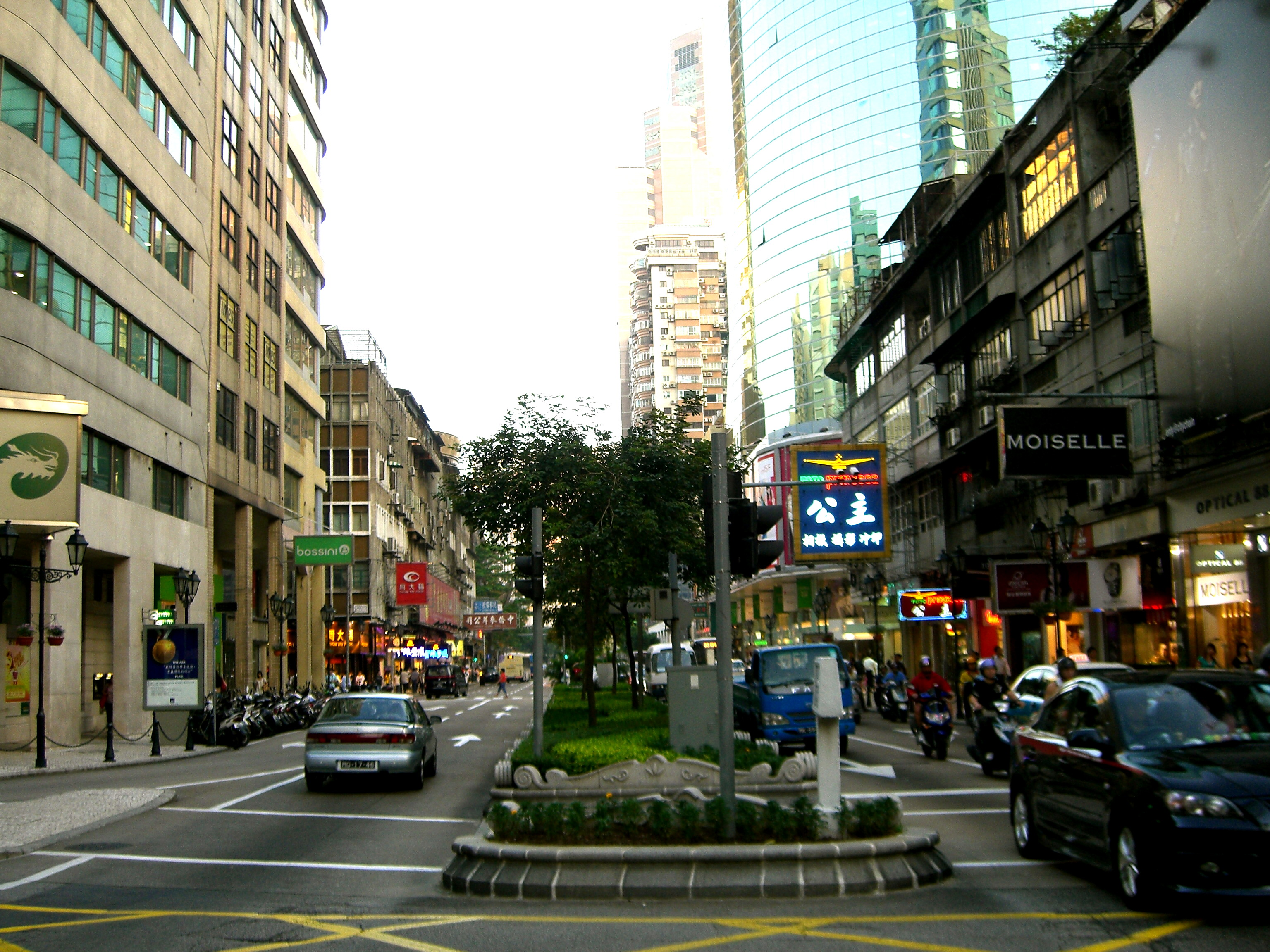
Центральный деловой район

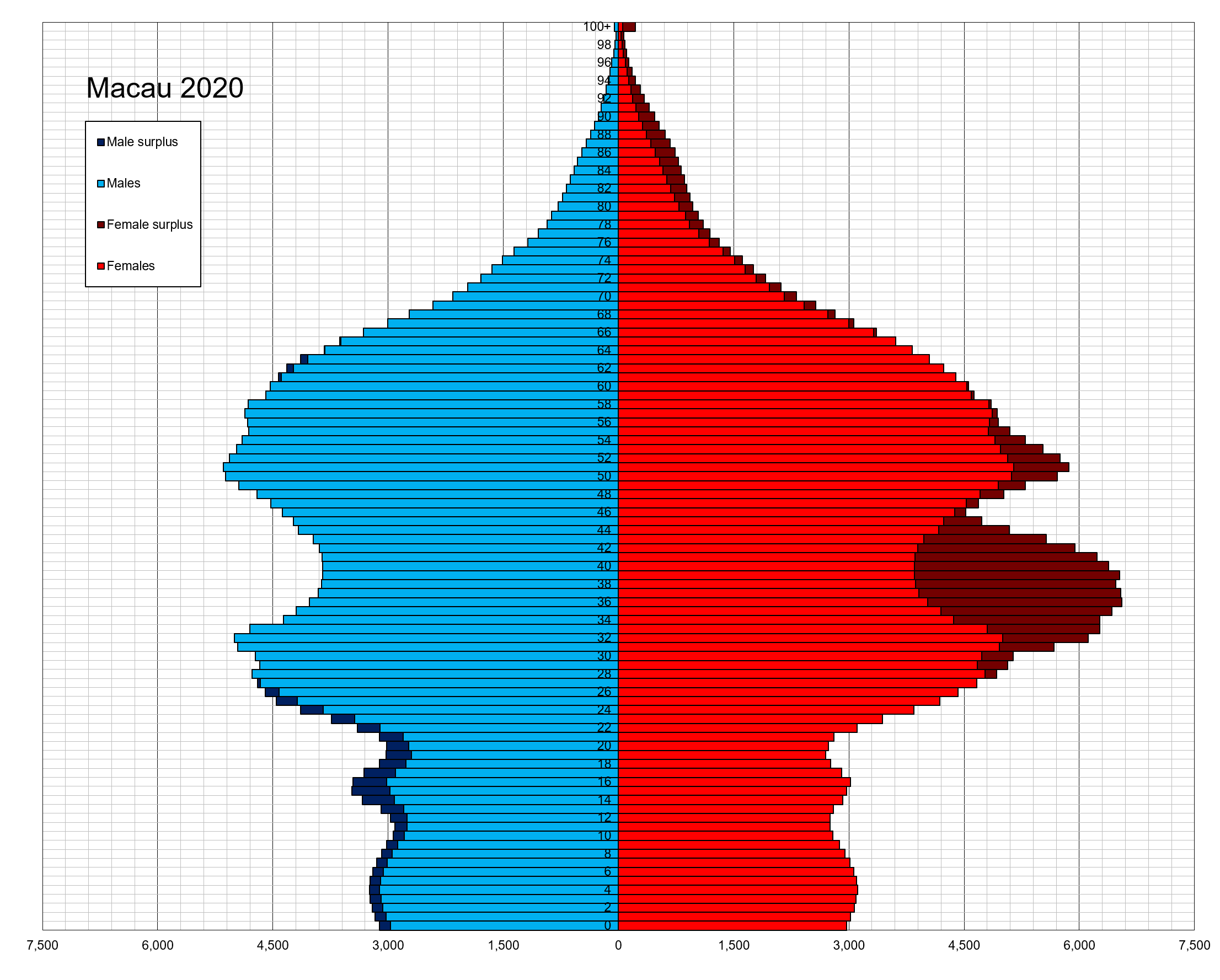
Возрастно-половая пирамида населения Макао на 2020 год

Население Макао исповедует католицизм, даосизм, буддизм. В Макао расположены резиденция католического епископа, официальное представительство Ордена иезуитов, других католических орденов, католические колледжи и монастыри. Плотность населения в Макао — одна из самых высоких в мире — около 20 тысяч человек на 1 км². Административный центр — город Макао с населением 223 тысячи человек. Тайпа соединена мостами с полуостровом, а пролив между островами Тайпа и Колоан был осушен, что способствует интеграции островов с перенаселённым городом Макао[обновить данные]. Новая территория между Тайпой и Колоаном площадью 5,2 км² получила название Котай и застраивается новыми казино.

### Язык и национальный состав

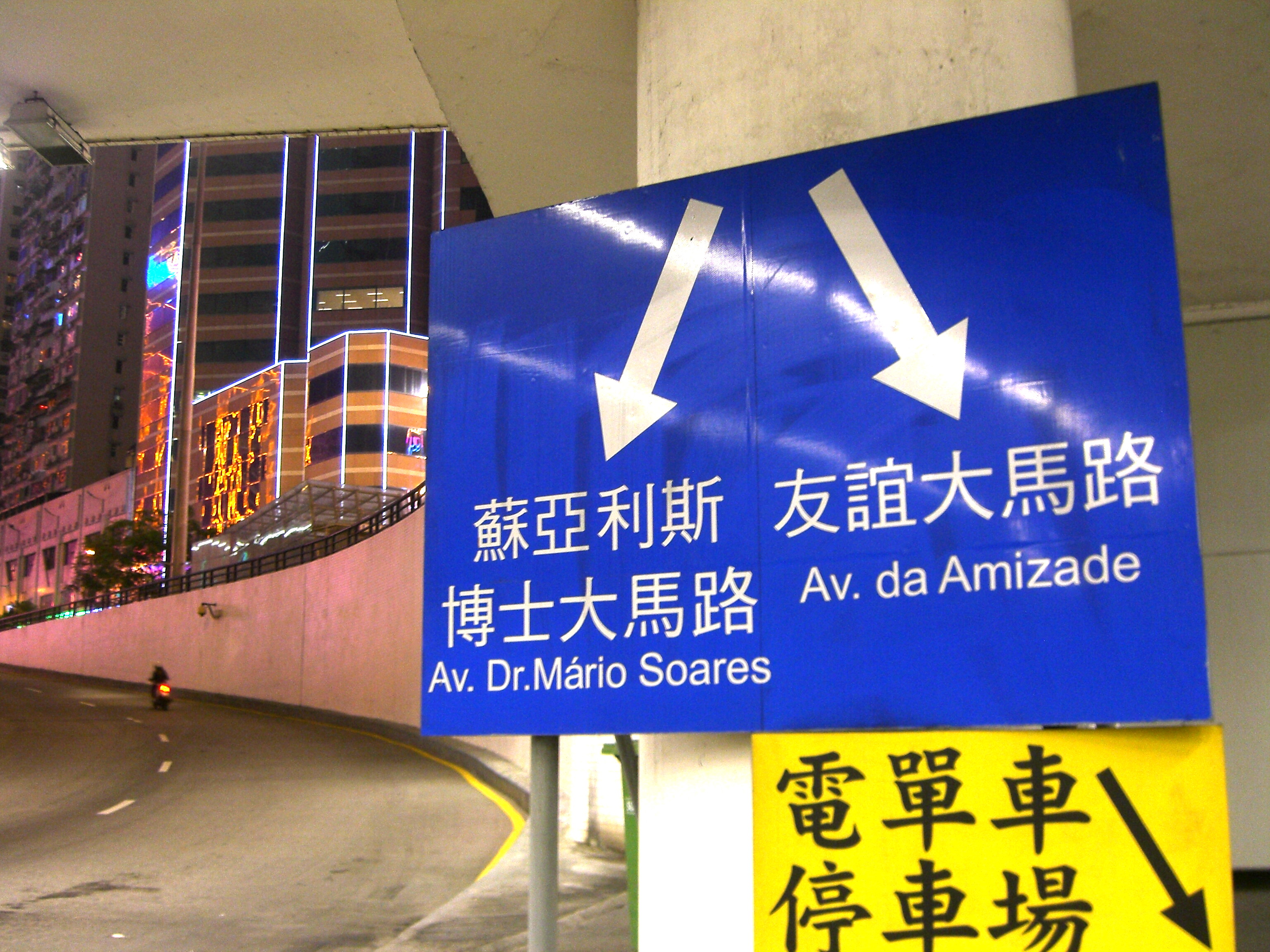
Двуязычная табличка в центре города

При плотности населения 21 340 человек на квадратный километр Макао является самым густонаселенным регионом в мире. По переписи 2016 года большинство населения Макао составляет народ хань (известны по большим меркам как китайцы) — 88,7 %, многие из которых родом из провинции Гуандун (31,9 %) или провинции Фуцзянь (5,9%), и их родным языком является кантонский. Остальные 11,6 % населения составляют этнические меньшинства, в основном филиппинцы (4,6 %), вьетнамцы (2,4 %), португальцы (1,7 %) и другие национальности — 2,8 %. Из общей численности населения (без учета мигрантов) 49,4 % родились в Макао, а 43,1 % в материковом Китае. Официальными языками Макао являются китайский  и португальский. Хотя португальский язык и является официальным, и появляется в большинстве текстов государственного происхождения наравне с китайским, он мало известен большинству населения, и на практике используется весьма ограниченно (например, в юриспруденции). 2,6 % филиппинцы, 1,3 % вьетнамцы, 1,1 % индонезийцы, 0,7 % дети от смешанных браков китайцев и португальцев, 0,6 % португальцы, 0,3 % дети от смешанных браков китайцев и других народов, 0,1 % дети от смешанных браков португальцев и других народов. По состоянию на 2016 год, по оценкам всемирной книги фактов ЦРУ, население Макао по национальному составу было следующим: китайцы — 88,7 %, маканцы — 1,2 % (смешанного европейского и азиатского происхождение), португальцы — 1,1 %, смешанные — 1,1 % , другие национальности — 8 %. По состоянию на 2016 год, по оценкам всемирной книги фактов ЦРУ, население Макао говорило на следующих языках: кантонский язык — 80,1 %, севернокитайский язык — 5,5 %, другие китайские языки — 5,3 %, тагальский язык — 3 %, английский язык — 2,8 %, португальский язык — 0,6 %, другие языки 2,8 %. По состоянию на 2020 год, по оценкам всемирной книги фактов ЦРУ, население Макао по религиозному составу было следующим: китайская народная религия — 58,9 %, буддисты — 17,3 %, христиане — 7,2 %, верующие в другую религию или конфессию — 1,2 %, неверующие — 15,4 %.
| Год  | Порту- гальцев | Китай- цев | Других | Итого  | Порту- гальцев | Китай- цев | Других |
| ---- | -------------- | ---------- | ------ | ------ | -------------- | ---------- | ------ |
| 1910 | 3601           | 71021      | 244    | 74866  | 4,81 %         | 94,9 %     | 0,33 % |
| 1920 | 3816           | 79807      | 361    | 83984  | 4,54 %         | 95,0 %     | 0,43 % |
| 1927 | 3846           | 152738     | 591    | 157175 | 2,45 %         | 97,2 %     | 0,38 % |
| 1939 | 4624           | 239803     | 767    | 245194 | 1,89 %         | 97,8 %     | 0,31 % |
| 1950 | 4066           | 183105     | 601    | 187772 | 2,17 %         | 97,5 %     | 0,32 % |
| 1960 | 7974           | 160764     | 561    | 169299 | 4,71 %         | 95,0 %     | 0,33 % |
| 1970 | 7467           | 240008     | 1161   | 248636 | 3,00 %         | 96,5 %     | 0,47 % |

| Год  | Население на 31 декабря | Рождений | Смертей | Естественный прирост | Рождаемость (‰) | Смертность (‰) | Естественный прирост (‰) | СКР   |
| ---- | ----------------------- | -------- | ------- | -------------------- | --------------- | -------------- | ------------------------ | ----- |
| 1970 | 248 636                 | 2676     | 1516    | 1160                 | 10,76           | 6,10           | 4,67                     |       |
| 1975 |                         | 2583     | 1398    | 1185                 |                 |                |                          |       |
| 1980 | 268 300                 | 3784     | 1555    | 2229                 | 14,10           | 5,80           | 8,31                     |       |
| 1985 | 408 500                 | 7560     | 1466    | 6094                 | 18,51           | 3,59           | 14,92                    |       |
| 1990 | 339 500                 | 6872     | 1482    | 5390                 | 20,24           | 4,37           | 15,88                    |       |
| 1991 | 363 700                 |          |         |                      |                 |                |                          |       |
| 1992 | 378 000                 |          |         |                      |                 |                |                          |       |
| 1993 | 390 000                 |          |         |                      |                 |                |                          |       |
| 1994 | 403 600                 |          |         |                      |                 |                |                          |       |
| 1995 | 415 000                 | 5876     | 1351    | 4525                 | 14,16           | 3,26           | 10,90                    |       |
| 1996 | 415 200                 |          |         |                      |                 |                |                          |       |
| 1997 | 419 600                 |          |         |                      |                 |                |                          |       |
| 1998 | 425 100                 | 4434     | 1356    | 3078                 | 10,43           | 3,19           | 7,24                     |       |
| 1999 | 429 600                 | 4148     | 1374    | 2774                 | 9,66            | 3,20           | 6,46                     |       |
| 2000 | 431 400                 | 3840     | 1338    | 2502                 | 8,90            | 3,10           | 5,80                     |       |
| 2001 | 436 300                 | 3241     | 1327    | 1914                 | 7,43            | 3,04           | 4,39                     | 0,818 |
| 2002 | 440 500                 | 3162     | 1415    | 1747                 | 7,18            | 3,21           | 3,97                     | 0,813 |
| 2003 | 446 700                 | 3212     | 1474    | 1738                 | 7,19            | 3,30           | 3,89                     | 0,837 |
| 2004 | 462 600                 | 3308     | 1533    | 1775                 | 7,15            | 3,31           | 3,84                     | 0,855 |
| 2005 | 484 200                 | 3671     | 1615    | 2056                 | 7,58            | 3,34           | 4,25                     | 0,912 |
| 2006 | 509 800                 | 4058     | 1566    | 2492                 | 7,96            | 3,07           | 4,89                     | 0,954 |
| 2007 | 531 900                 | 4537     | 1545    | 2992                 | 8,53            | 2,90           | 5,63                     | 1,008 |
| 2008 | 543 200                 | 4717     | 1756    | 2961                 | 8,68            | 3,23           | 5,45                     | 0,979 |
| 2009 | 533 300                 | 4764     | 1664    | 3100                 | 8,93            | 3,12           | 5,81                     | 1,004 |
| 2010 | 540 600                 | 5114     | 1774    | 3340                 | 9,46            | 3,28           | 6,18                     | 1,070 |
| 2011 | 557 300                 | 5832     | 1845    | 3987                 | 10,46           | 3,31           | 7,15                     | 1,150 |
| 2012 | 582 000                 | 7315     | 1841    | 5474                 | 12,57           | 3,16           | 9,41                     | 1,357 |
| 2013 | 607 500                 | 6571     | 1920    | 4651                 | 10,82           | 3,16           | 7,66                     | 1,150 |
| 2014 | 636 200                 | 7360     | 1939    | 5421                 | 11,57           | 3,05           | 8,52                     | 1,224 |
| 2015 | 646 800                 | 7055     | 2002    | 5053                 | 10,91           | 3,10           | 7,81                     | 1,142 |
| 2016 | 644 900                 | 7146     | 2248    | 4898                 | 11,08           | 3,49           | 7,59                     | 1,138 |
| 2017 | 653 100                 | 6529     | 2120    | 4409                 | 10,00           | 3,25           | 6,75                     | 1,019 |
| 2018 | 667 400                 | 5925     | 2069    | 3856                 | 8,88            | 3,10           | 5,78                     | 0,924 |
| 2019 | 679 600                 | 5979     | 2282    | 3697                 | 8,80            | 3,36           | 5,44                     | 0,899 |
| 2020 | 683 100                 | 5545     | 2230    | 3315                 | 8,12            | 3,26           | 4,85                     | 0,841 |
| 2021 | 683 200                 | 5026     | 2320    | 2706                 | 7,4             | 3,4            | 4,0                      | 0,756 |
| 2022 | 672 800                 | 4344     | 3004    | 1340                 | 6,5             | 4,5            | 2,0                      | 0,680 |

Возрастная структура населения оценка на 2023 год: 0-14 лет — 14,42 %; 15-64 лет — 70,73 %; 65 лет и старше — 14,86 %.
Средний возраст населения оценка на 2020 год: всё население — 40,8 лет; мужчины — 40,7 лет; женщины — 40,9 лет (49-е место в мире).
Соотношение числа мужчин и женщин: всё население — 0,9 (2023 год).
Ожидаемая продолжительность жизни оценка на 2023 год: общая — 85,16 лет; мужчины — 82,28 лет; женщины — 88,18 лет (3-е место в мире).
Годовой прирост оценка на 2023 год — 0,71 % (125-е место в мире).
Фертильность оценка на 2023 год — 1,23 рождений на женщину (223-е место в мире).
Рождаемость оценка на 2023 год — 8,82 на 1000 (204-е место в мире).
Смертность оценка на 2023 год — 4,81 на 1000 (201-е место в мире).
Младенческая смертность оценка на 2023 год — 4,5 на 1000 (181-е место в мире).
Уровень чистой миграции оценка на 2023 год — 3,13 мигранта на 1000 жителей (38-е место в мире).
Уровень грамотности населения старше 15 лет по состоянию на 2021 год — 97,1 %.
Городское население оценка на 2023 год — 100 %.
| Оценки численности | Оценки численности | Оценки численности | Оценки численности | Оценки численности | Оценки численности | Оценки численности | Оценки численности | Оценки численности | Оценки численности |
| 1910               | 1920               | 1927               | 1939               | 1950               | 1960               | 1970               | 1980               | 1981               | 1982               |
| ------------------ | ------------------ | ------------------ | ------------------ | ------------------ | ------------------ | ------------------ | ------------------ | ------------------ | ------------------ |
| 74 866             | ↗83 984            | ↗157 175           | ↗245 194           | ↘187 772           | ↘169 299           | ↗248 636           | ↗268 300           | ↗295 300           | ↗321 500           |
| 1983               | 1984               | 1985               | 1986               | 1987               | 1988               | 1989               | 1990               | 1991               |                    |
| ↗342 700           | ↗375 500           | ↗407 700           | ↗423 200           | ↗434 300           | ↗443 500           | ↘324 395           | ↗332 827           | ↗367 125           |                    |

## Экономика

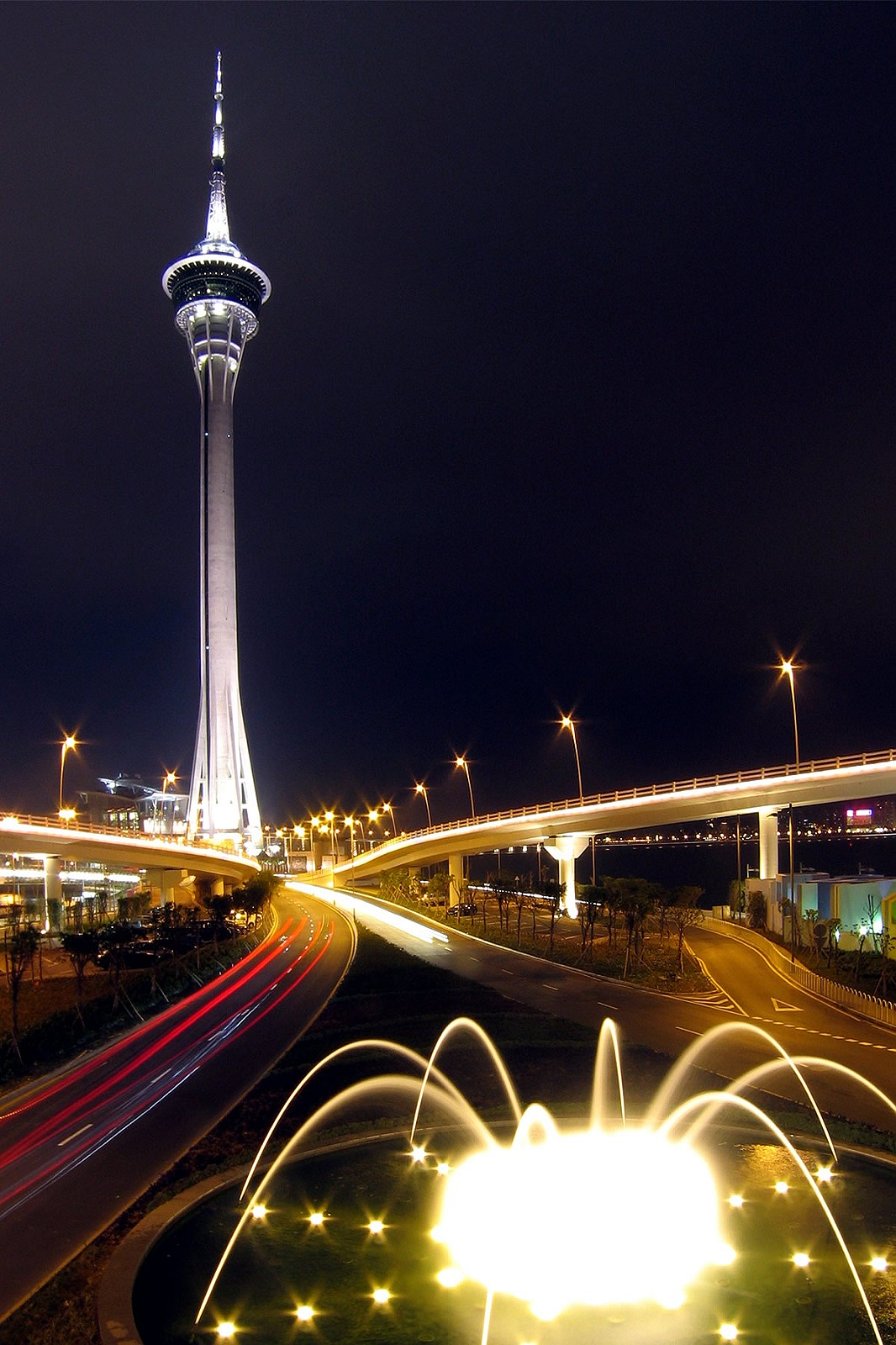
Башня Макао ночью

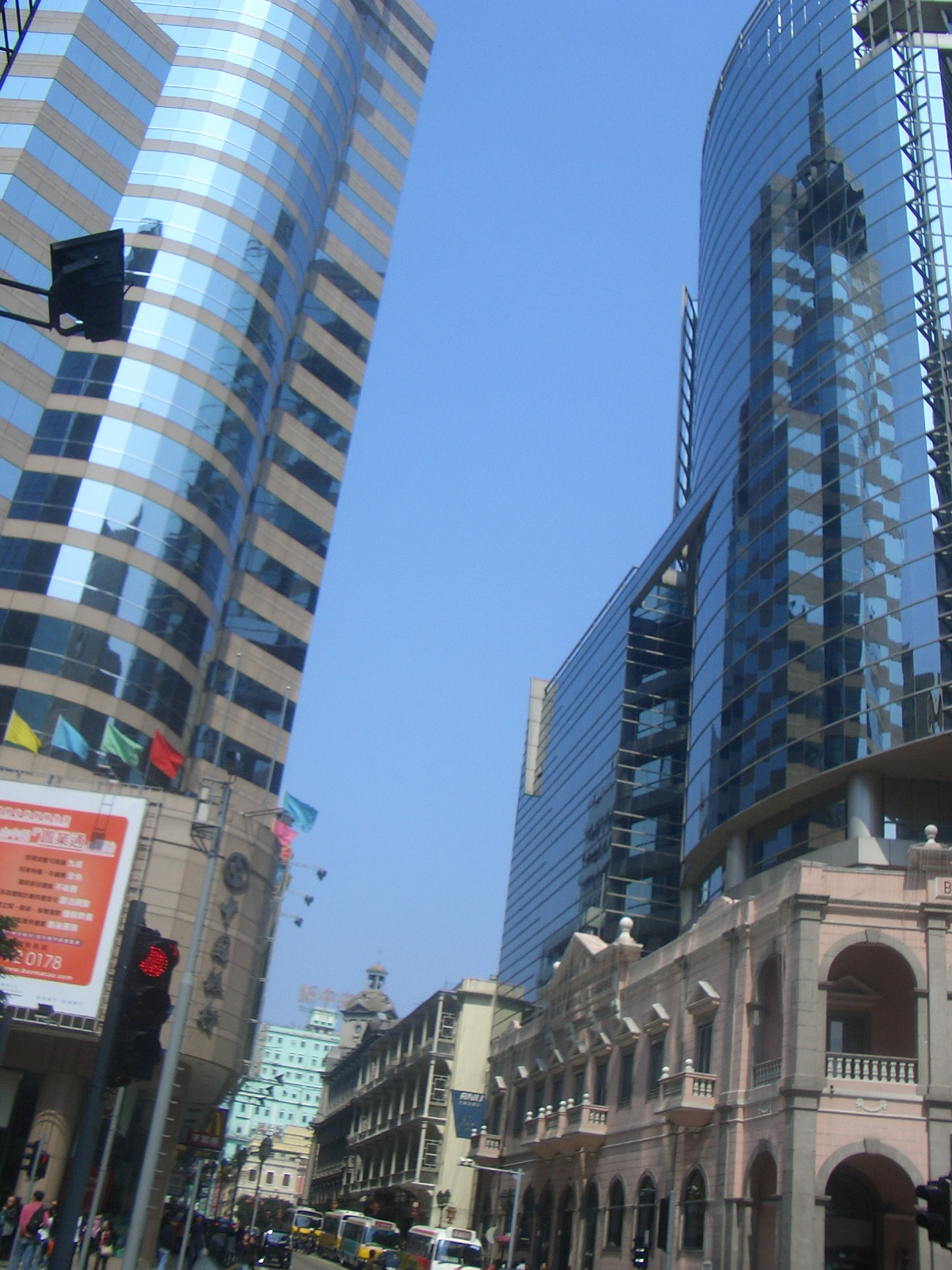
Центр Макао

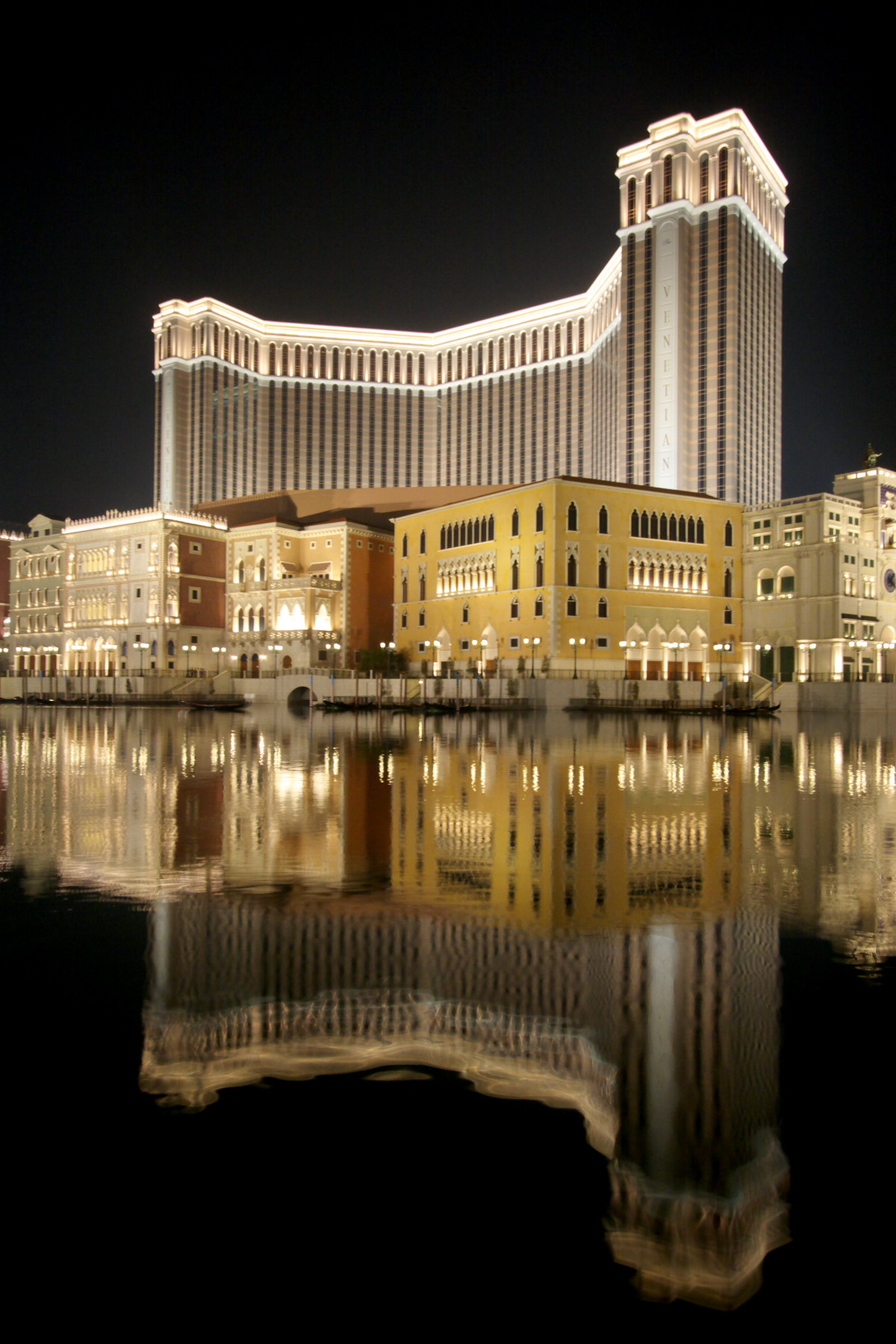
Гостиница «Венециан»

Макао — открытый порт, крупный финансовый центр, известен своими казино, игорными домами, ипподромом, ночными клубами; сегодня Макао фактически является мировой столицей азарта, с 2010 года игорный бизнес приносит бюджету Макао более 70 % доходов.
Туризм составляет 2/5 всего ВВП района. Высокоскоростные суда на подводных крыльях перевозят туристов из Гонконга в Макао, где их ждут бары, рестораны, казино, гостиницы.
Природные ресурсы в Макао представлены только рыбными ресурсами: в устье реки Чжузцян ведётся лов рыбы, обеспечивающий все потребности города. Сельское хозяйство сведено к минимуму: основные агрокультуры — рис и овощи, животноводство развито слабо. Основной поставщик продовольствия — материковый Китай.
Макао производит и экспортирует текстиль; предприятия текстильной промышленности приносят до 3/4 валютных поступлений.
Также основным производством является рыболовство и табачная промышленность.
Население работает в промышленности (46 % занятых) и сфере услуг (40 %). Около 70 % занятого населения косвенно или напрямую связано с игорным бизнесом. КНР ведёт через Макао транзитную торговлю, контролирует ряд предприятий, торговых компаний и банков. Китай вместе с Гонконгом — основной торговый партнёр Макао. Значительное место во внешней торговле Макао имеет Япония.
Безработица в Макао относительно низкая (в 1998 году составляла 3,8 % работоспособного населения; в 2010 году уровень безработицы достиг своего минимального уровня в 2,8 % с 1994 года. Начиная с 2005 года количество занятых в сфере услуг постоянно растёт по данным Всемирного Банка, если в 2005 эта цифра составляла 74,7 %, то к 2010 она превысила 84 %.
С 1995 г. Макао — член Всемирной торговой организации.
Налоговая система Макао основывается на прогрессивных ставках — к фиксированной ставке обычно прибавляются дополнительные отчисления на социальные нужды или дифференцированные ставки. Например, налог на прибыль физических лиц составляет от 7 до 12 %, индивидуально трудоустроенные граждане выплачивают около 5 %. Налог на прибыль корпораций колеблется от 9 до 12 %. Помимо основных налогов на прибыль физическими и юридическими лицами уплачиваются имущественные налоги, процентная ставка которых составляет от 10,8 % до 16,8 %. Самые высокие ставки налагаются на игорные дома.
Растёт роль Макао как финансового центра. Правом эмиссии пользуются Национальный заморский банк и Банк Китая. Имеются также 20 других банков, обладающих лицензией, 16 из которых — иностранные (в Макао расположены 5 из 500 ведущих коммерческих банков Азии, включая банки «Тайфун» и «Сэнхэн»).
В Макао не было минимального размера оплаты труда. Впервые он был введен 1 ноября 2020 года. С 1 ноября 2020 года минимальный размер оплаты труда составляет 6656 патак ($826,77) в месяц, 1536 патак ($190,79) в неделю, 256 патак ($31,80) в день и 32 патак ($3,97) в час, не распространяется на домашнюю прислугу и инвалидов.

## Транспорт
Макао соединено с расположенным на противоположном берегу эстуария реки Чжуцзян Гонконгом и с Гуанчжоу линиями судов на подводных крыльях. Также имеется вертолётная линия между Макао и Гонконгом. Аэропорт Макао обслуживает рейсы из многих городов Китая.
23 октября 2018 года был открыт мост Гонконг — Чжухай — Макао, соединивший крупнейшие города дельты Жемчужной реки. Длина моста составляет 55 километров, из которых 6,7 километра — подводный туннель между двумя искусственными островами.
Внутри Макао имеются автобусные маршруты. Движение большинства пассажиров между Макао и остальной частью Китая осуществляется путём пешеходного прохода через контрольно-пропускной пункт Гунбэй в соседний город Чжухай (провинция Гуандун), на северной (чжухайской) стороне которого расположена одноимённая автостанция с автобусным движением в Гуанчжоу и другие города провинции. Строится метро.

## Культура

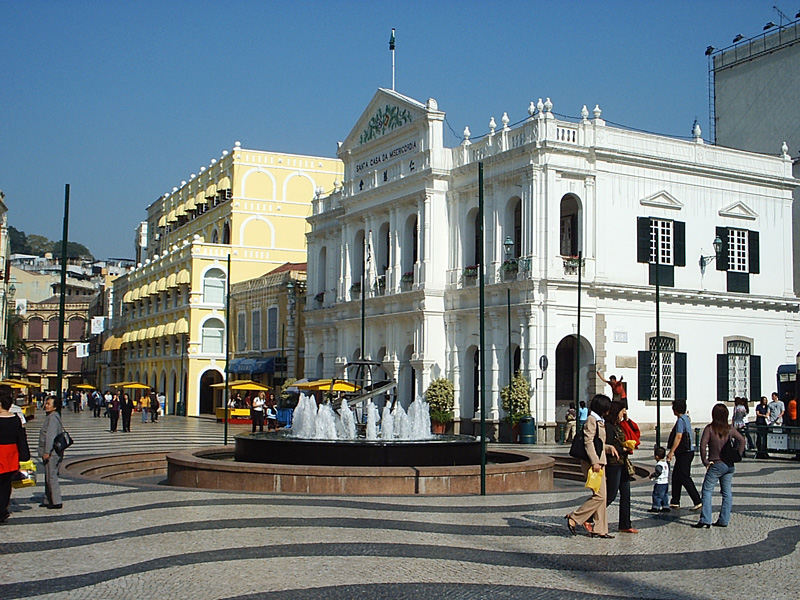
Центр старого Макао — площадь Сенаду (Сенатская, порт. Largo do Senado, кит. 議事亭前地), известна мостовой из волнистой мозаики

Живописный центр Макао эпохи португальского владычества отражает столкновение европейских и китайских культур и ценностей. Восемь площадей и двадцать восемь отдельных объектов (руины разрушенного католического собора 1582—1602 гг., несколько португальских фортов, самый старый маяк в Китае и т. д.) были в 2005 году внесены ЮНЕСКО в Список всемирного наследия. Макао имеет право самостоятельно поддерживать экономические и культурные связи с другими государствами, регионами и международными организациями, а также заключать с ними соглашения.

## Религия
По состоянию на 2009 год в конфессиональном отношении 30 % жителей исповедуют шэнизм, 10 % — буддизм или даосизм, 5 % — христианство, 50 % — не заявили о религиозной принадлежности, 10 % — другое.
| Год  | Католики | Протестанты | Буддисты | Иудеи | Мусульмане | Другие | Не религиозные | Итого  |
| ---- | -------- | ----------- | -------- | ----- | ---------- | ------ | -------------- | ------ |
| 1970 | 23365    | 1899        | 190820   | 13    | 117        | 2854   | 29568          | 248636 |

## СМИ
Частно-государственная телерадиокомпания TDM (Teledifusão de Macau — «Телевещание Макао»), включает в себя португалоязычный телеканал Canal Macau, кантонскоязычный телеканал TDM Ou Mun, спутниковые телеканалы TDM Desporto, TDM Informação, TDM HD, спутниковый телеканал TDM Macau Satéllite, португалоязычную радиостанцию Rádio Macau и одноимённую кантонскоязычную радиостанцию.